# Xã Norden, Quận Pennington, Minnesota
Xã Norden (tiếng Anh: Norden Township) là một xã thuộc quận Pennington, tiểu bang Minnesota, Hoa Kỳ. Năm 2010, dân số của xã này là 379 người.